# Верея (футбольный клуб)
«Верея» (болг. Футболен клуб Верея) — болгарский футбольный клуб из города Стара-Загора одноименной общины. Основан 15 июля 2001 года. Домашние матчи команда проводит на стадионе «Трейс Арена» общей вместимостью 3 500 зрителей.

## История клуба
Начиная с момента своего основания клуб «Верея» выступал в региональной лиге чемпионата Болгарии, низшем дивизионе футбольной иерархии страны. В сезоне 2005/06 «Верея» заняла первое место в региональной лиге РФГ «А» в зоне «Юг» и вышла в Группу «В», третий дивизион чемпионата Болгарии.
В сезоне 2006/07 «Верея» впервые в своей истории выступила в Группе «В». Однако первый сезон в третьей болгарской лиге вышел неудачным для клуба. Команда заняла лишь 13-е место и покинула лигу по итогам сезона. С 2007 года «Верея» снова выступала в региональном чемпионате.
После вылета из третьей лиги клуб изменил своё прежнее название «Верея-Арсенал» (получено в результате слияния с клубом «Арсенал Казанлак») на «Верея». Из-за отзыва лицензии у клуба «Арсенал Казанлак», входящей в состав объединённой команды, вторая команда «Верея Булсатком» откололась от клуба и переехала на своё постоянное место в Стара-Загору, где играет и по сей день. Новая команда вернула своё историческое название «Верея» и продолжила самостоятельное выступление в чемпионате региональной лиги.
Последующие пять сезонов (с 2007-го по 2012-й годы) клуб выступал в региональном чемпионате, дважды занимая первое место в турнире и один раз заняв вторую строчку. Но из-за финансовых затруднений и проблем с получением необходимой лицензии для выступления в Группе «В» клуб так и не смог добиться повышения в классе. Лишь спустя пять лет, в сезоне 2011/12 «Верея», наконец, получила пропуск в третий дивизион чемпионата Болгарии, в четвёртый раз в своей истории выиграв региональную лигу РФГ «А».
2012 год ознаменован важной вехой в развитии клуба. Помимо долгожданного выхода в Группу «В» клуб начал в Стара-Загоре строительство собственного домашнего стадиона Трейс Арена, рассчитанного более чем на 3 000 зрителей.
В сезоне 2012/13 «Верея» второй раз в своей истории приняла участие в Группе «В» зоны «Юго-Восток». Выступление команды можно признать удачным. Команда заняла итоговое пятое место в дивизионе и проиграла лишь 8 матчей из 34-х.
В сезоне 2013/14 клуб выступил ещё успешнее, заняв по итогам сезона третье место. Команда забила более сотни мячей за сезон, по этому показателю уступив лишь победителю лиги клубу Созополь. По набранным очкам пропустив вперед ещё и клуб Мастер Бургас, тем не менее по всем остальным статистическим показателям «Верея» выступила вровень с лидерами турнира. Клуб получил заслуженное приглашение в Группу «Б», второй дивизион чемпионата Болгарии, как лучший клуб из всех команд, занявших третьи места в своих зонах.
Помимо успехов в чемпионате, «Верея» успешно выступала и в кубковых турнирах. Впервые в своей истории команда стала обладателем Кубка любительской футбольной лиги Болгарии. 21 мая 2014 года в финале турнира «Верея» обыграла клуб Минёр из города Перник со счетом 2:0. Эта победа принесла клубу первый кубковый трофей в его короткой истории.
Дебютное выступление в Группе «Б» в сезоне 2014/15 клуб провел с невыдающимся результатом, но и не столь провальным для новичка лиги. Команда заняла 11-е место по итогам сезона и таким образом спаслась от вылета. Несмотря на слабые результаты, задача удержаться в лиге на первый год пребывания была выполнена, и клуб продолжил выступление в турнире.
Сезон 2015/16 в Группе «Б» «Верея» провела на среднем уровне, после 30 матчей за сезон имея в наличии по десять побед, поражений и ничейных исходов. Примечателен факт, что «Верея» стала единственной командой на турнире, чьи все статистические показатели были равны после окончания сезона. Однако выступление клуба никак нельзя было признать успешным, поскольку клуб занял лишь итоговое восьмое место.
Тем не менее, ввиду недостатка профессиональных футбольных клубов в недавно сформированной Профессиональной футбольной лиге Болгарии, отвечающих всем критериям лиги, 7 июня 2016 года клубу поступило предложение принять участие в турнире. В соответствии с реформой болгарского футбола, в элитном дивизионе могли принимать участие лишь клубы, полностью отвечающие всем инфраструктурным требованиям, применимым к профессиональному футболу. Располагая соответствующей лицензией для участия в высшей лиге и отвечая всем инфраструктурным требованиям, «Верея» вопреки спортивному принципу вышла в первую лигу, поскольку вышестоящие команды Группы «Б» так и не смогли подтвердить наличие необходимой лицензии и клубной инфраструктуры.
Таким образом, в сезоне 2016/17 «Верея» впервые в своей истории выступила в высшей лиге чемпионата Болгарии по футболу.

## Тренеры клуба
- Колой Христов (2011—2013)
- Петар Костадинов (2013—2014)
- Красимир Манолов (2014)
- Господин Мирчев (2014)
- Радостин Кишишев (2014—2015)
- Живко Желев &  Владислав Януш (2015—2016)
- Александр Томаш (2016—2017)
- Илиян Илиев (2017)
- Иван Вутов (2018, 2019—2020)
- Александр Севидов (2019 — н. в.)

## Статистика выступлений с 2012 года
| Сезон   | Ранг | Турнир          | Место | И  | В  | Н  | П  | ГЗ  | ГП  | РГ   | Очки | Кубок       | Исход |
| ------- | ---- | --------------- | ----- | -- | -- | -- | -- | --- | --- | ---- | ---- | ----------- | ----- |
| 2012/13 | 3    | Группа «В»      | 5     | 34 | 17 | 9  | 8  | 47  | 29  | +18  | 60   | -*          |       |
| 2013/14 | 3    | Группа «B»      | 3     | 32 | 24 | 3  | 5  | 102 | 25  | +77  | 75   | -*          |       |
| 2014/15 | 2    | Группа «Б»      | 11    | 30 | 9  | 10 | 11 | 25  | 24  | +1   | 37   | 1-й раунд   |       |
| 2015/16 | 2    | Группа «Б»      | 8     | 30 | 10 | 10 | 10 | 33  | 27  | +6   | 40   | 1-й раунд   |       |
| 2016/17 | 1    | Группа «А»      | 10*   | 26 | 8  | 6  | 12 | 22  | 36  | -14  | 30   | 1/2 финала  |       |
| 2017/18 | 1    | Группа «А»      | 6     | 36 | 10 | 6  | 20 | 27  | 61  | -34  | 36   | 1/32 финала |       |
| 2018/19 | 1    | Группа «А»      | 14    | 26 | 0  | 6  | 12 | 60  | 61  | -48  | 6    | 1/8 финала  |       |
| 2019/20 | 4    | ОГ Стара Загора | 3     | 12 | 10 | 0  | 2  | 41  | 4   | +37  | 30   | -*          |       |
| 2020/21 | 3    | Группа «В»      | 18    | 34 | 1  | 0  | 33 | 22  | 131 | -109 | 3    | -*          |       |
| 2021/22 | 4    | ОГ Стара Загора | 4     | 22 | 13 | 2  | 7  | 56  | 40  | +16  | 41   | -*          |       |

- Не принимал участия.
- По итогам регулярного сезона.

## Известные игроки
- Иван Стоянов
- Костадин Стоянов
- Тодор Тимонов
- Живко Желев
- Слави Жеков
- Александр Пащенко
- Оливье Бонне
- Кристофер Мафумби
- Яссин Эль Харруби
- Марсель Эламе